# Gaston Relens
Gaston Relens, né à Malines le 9 mars 1909 et mort à Schaerbeek le 4 juin 2011, est un artiste peintre belge actif à Schaerbeek. Élève de Gustave van de Woestijne à l'Académie de Malines (1930-1935) et d'Anto Carte à l'Académie de Bruxelles (1936).

## Biographie
Élevé par ses parents adoptifs qu'il adorait, "Vader Fons" Van Erp et "Moeder Lies" Trouwkens à Hofstade, Gaston Relens fut d'abord ouvrier chaudronnier. Il s'inscrivit aux cours du soir en dessin et en peinture, à l'Académie de Malines. Puis il fréquenta l'Académie de Bruxelles.
En 1937, Gaston Relens obtint le premier prix de peinture avec la plus grande distinction et la médaille d'or du gouvernement belge pour sa toile Bataille de Woeringen. Il interrompit son travail de peintre pendant la guerre et ce jusqu'en 1957, afin de gagner sa vie en ces moments très difficiles. Mais il ne cessa pas pour autant de s'intéresser à la peinture : il visita de nombreuses expositions. Durant le conflit mondial, il fut fonctionnaire à l'administration communale de Hofstade. Puis il entra au service de la S.A. Eternit à Kapellen op den Bos comme dessinateur industriel. Après son mariage avec Andrée Dongrie en 1947, il s'installa à Schaerbeek. Il travailla également au ministère de la Défense nationale. À partir de 1979, il aimait se retirer pour peindre dans la quiétude de sa fermette à Ogy.
En humaniste sensible aux peines et aux joies des hommes, il a peint le travail dans les champs, la solitude de gens aveugles dans les grandes cités, les dangers, les menaces de la guerre, les aléas de la vie en société, le paradis perdu, le rythme immuable des saisons. Influencé au début de sa vie par l’expressionnisme, il évolue rapidement vers une peinture onirique et symbolique qui nous émerveille par la richesse des tons et des harmonies subtiles. Sous ses pinceaux de fin coloriste, la réalité est transcendée, transfigurée par la poésie.
Il a exposé à de nombreuses reprises notamment à Bruxelles, Gand, Anvers, Malines, Lierre, Genève, Villeneuve-d'Ascq, Leyde et il a eu l'honneur de deux importantes rétrospectives, l'une à Malines, au Cultureel Centrum Antoon Spinoy, du 6 octobre au 4 novembre 1990 et l'autre à la maison communale de Schaerbeek du 6 au 30 avril 1991.
Il a habité 43 rue de la Ruche à Schaerbeek.